# Bremskurve

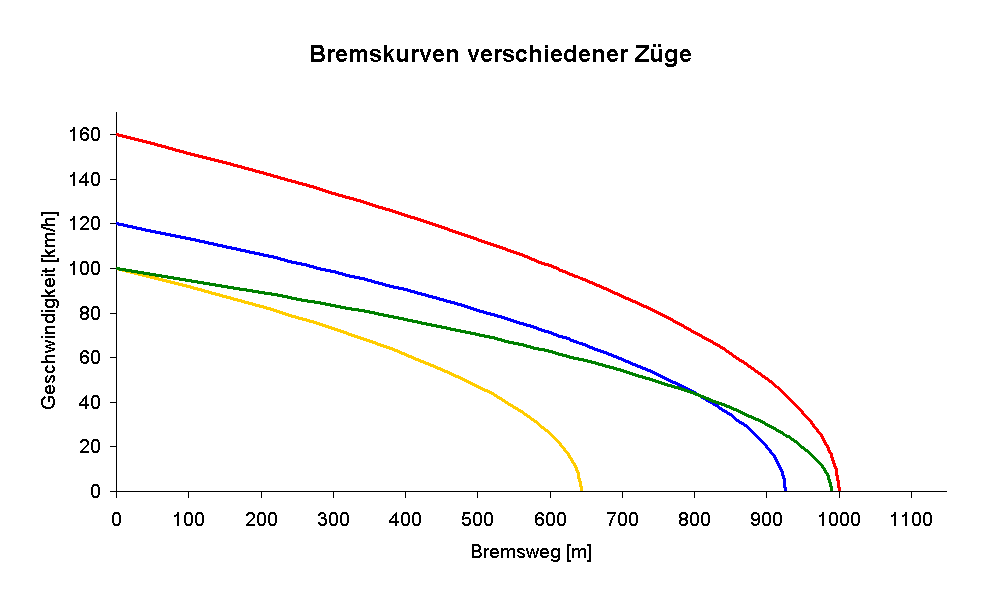
Darstellung einer Bremskurve

Die Bremskurve bezeichnet ein Diagramm, das die Abhängigkeit der Geschwindigkeit eines bremsenden Zuges von der seit Beginn des Bremsvorgangs zurückgelegten Strecke darstellt.
Bremskurven werden von modernen Zugbeeinflussungssystemen, wie z. B. von ETCS oder PZB 90, berechnet, um die Geschwindigkeit eines Zugs zu überwachen. Dazu hat der Triebfahrzeugführer vor Fahrtbeginn verschiedene Daten wie Höchstgeschwindigkeit, Zuglänge, Zuggewicht oder Art der Bremsen einzugeben. Bewegt sich der Zug auf einen Gefahrenpunkt, z. B. ein Halt zeigendes Hauptsignal, hin, überwacht die Zugbeeinflussung den Bremsvorgang. Dabei vergleicht sie kontinuierlich die tatsächliche Zuggeschwindigkeit mit der momentan zulässigen Geschwindigkeit und löst bei einer Überschreitung eine Zwangsbremsung aus.